# 冒険彗星
「冒険彗星」（ぼうけんすいせい）は、日本のシンガーソングライター・榎本くるみの9作目（インディーズ作品およびくるみ名義時代の作品を含めた通算では13作目）のシングル。

## 解説
2008年第3弾シングル。前作「イエスタデイズ〜大切な贈りもの〜」から1ヶ月あまりでリリースされた。初回生産限定版には、ミュージック・クリップ等を収録したDVDが付属。また初回生産限定版および通常版の初回生産分には『テイルズ オブ ジ アビス』オリジナルステッカーが封入された。
BUMP OF CHICKENメンバーの藤原基央がMOTOO FUJIWARA名義でMORと共にプロデュースした楽曲であり、榎本くるみのシングルとしては初めての別アーティストによる提供作品である。また、初のアニメソングでもある。
オリコン週間シングルチャートでは最高位10位を記録、初めてのトップ10入りを果たした。また、榎本くるみは本作で『ミュージックステーション』に初出演している。

## 収録内容

### CD
1. 冒険彗星
MBS系テレビアニメ『テイルズ オブ ジ アビス』エンディングテーマ。
2. 朝顔
3. ぼくのうた

- 全曲、作詞/作曲：MOR/MOTOO FUJIWARA

### DVD
1. 冒険彗星 (Music Clip)
2. 冒険彗星 (アコースティック スペシャル ライブ映像)
3. 冒険彗星 (Special Music Clip) (TVアニメ「テイルズ オブ ジ アビス」Version)

## 収録アルバム
- NOTEBOOK II〜冒険ノート中〜（#1, #2, #3）